# Zoja Mikotová
Zoja Mikotová (* 13. ledna 1951 Brno) je česká režisérka a vysokoškolská pedagožka.

## Život a dílo
Po maturitě na Střední průmyslové škole textilní v Brně pracovala jako výtvarnice, grafička a divadelní technička. V letech 1975–1980 studovala činoherní režii na Janáčkově akademii múzických umění v Brně u Pavla Hradila a metodiku pantomimy u Jiřiny Ryšánkové. V letech 1980–1990 byla režisérkou a choreografkou v Loutkovém divadle Radost. V roce 1992 založila na Divadelní fakultě JAMU ateliér Výchovná dramatika Neslyšících (VDN). Přednášela na konferencích, vedla tvůrčí dílny, věnovala se tematice divadla Neslyšících. V roce 1992 absolvovala studijní pobyt na Gallaudetově univerzitě ve Washingtonu (jediná univerzita na světě pro Neslyšící). 
Režírovala v řadě divadel u nás i v zahraničí (ND Brno, MdD Brno, MD Zlín, DPB Ostrava, Divadlo Archa Praha, KD Hradec Králové, BDNR Banská Bystrica, Teatr H. Ch. Andersena v Lublinu, Polsko, Divadlo Brett ve Vídni, Divadlo v 7 a půl Brno, Divadlo v Dlouhé Praha, HaDivadlo Brno, Divadlo KAAT, Yokohama, Japonsko, Theater Golden Fische, Chemnitz, Německo atd.). Jako choreografka pracovala v Maďarsku, Polsku, Německu, Rakousku a ve Francii. Se studenty a absolventy VDN se zúčastnila řady festivalů a vedla workshopy doma i ve světě. Prezentovala inscenace Caprichos, Genesis, Odyssea, Sem-Tam, Bajky a sny, Být sám, Kouzelník Tom Kiks, Časoprostor, Dům, Okna, Dům hluchého, Pojď do mého světa. 
V roce 2004 byla oceněna Výroční cenou Českého centra ASSITEJ. V roce 2006 dostala medaili Ministerstva školství, mládeže tělovýchovy II.stupně za uměleckou a pedagogickou činnost. V roce 2007 jí byla udělena Zlatá medaile JAMU. V roce 2017 obdržela Cenu města Brna a v roce 2022 Cenu ministerstva kultury za přínos v oblasti divadla. 
Habilitovala se v roce 1997 a v roce 2000 byla jmenována profesorkou pro obor dramatická umění. Na DIFA JAMU učila neslyšící studenty a byla školitelkou doktorandů.

## Inscenace (výběr)
- 1984 – J. Zamjatin: Blecha, JAMU
- 1990 – Milan Uhde, Modrý anděl, Mahenovo divadlo
- 1990 – V. Renč, Perníková chaloupka, Mahenovo divadlo, Brno (200 repríz)
- 1991 – J. Zahradníček, Ježíškova košilka, Divadlo Zlín
- 1994 – P. Šrut: Petrklíče a petrkliky, HaDivadlo
- 1995 – Z. Mikotová, Caprichos, VDN, Brno
- 1996 – Z. Mikotová, Abeceda, VDN, JAMU, Brno
- 1997 – M. Twain, Princ a chuďas, Divadlo Petra Bezruče, Ostrava
- 2001 – Z. Mikotová, Odyssea, VDN, Brno
- 2001 – Z. Mikotová, Věc není věc, VDN, Brno
- 2001 – J. Tuwim: Zázraky a divy, Teatr H.CH. Andersena, Lublin, Polsko
- 2002 – Z. Mikotová: Dům hluchého, divadlo ARCHA, Praha,
- 2004 – Z. Mikotová: Sem Tam, VDN, JAMU, Brno
- 2005 – Pojď do mého světa, Divadlo Neslyším, Brno
- 2005 – Kouzelník Tom Kiks, VDN, JAMU, Brno
- 2007 – Z. Mikotová: Bajky a sny, JAMU, Brno Divadlo Polárka
- 2008 – H. K. Andersen: Sněhová královna, Národní divadlo, Praha
- 2009 – Být sám, studio Marta, JAMU, Brno
- 2012 – Oskar a růžová paní, Slovácké divadlo Uherské Hradiště
- 2012 – Písně, básně, balady, DIFA, JAMU Brno
- 2013 – Největší z pierotů, Městské divadlo Zlín
- 2013 – L. Stevenson: Ostrov pokladů, Národní divadlo Brno
- 2014 – Časoprostor, VDN, Brno, JAMU
- 2014 – Zvědavé slůně, Visual 15 European and International Visual Theatre Festival, Vídeň, Rakousko
- 2015 – Deník Anne Frankové, Slovácké divadlo, Uherské Hradiště
- 2016 – Golem, spolupráce s Tengai Amano (Japonsko), Divadlo KAAT, Yokohama, Japonsko
- 2016 – Dům, podle F. G. Lorcy, Dům paní Bernardy, VDN, JAMU, Marta

### Festivaly a workshopy (výběr)
- 1997 – Festival Europeen de la culture des  Sourds, (Abeceda) Brusel, Belgie
- 1998 – Festival na hranici, Český Těšín
- 1998 – ASSITEJ – Festival Bursa, (Abeceda), Turecko
- 1998 – Festival Acteurs, acteurs, (Caprichos), Tours, Francie
- 1998 – EUROPALIA, Festival české kultury (tři týdny Caprichos, Abeceda, Genesis), Brusel, Belgie
- 1998 – Hervé, (Caprichos), Belgie
- 1999 – Divadlo Archa, (Genesis), Praha
- 1999 – Ilkirch, (Caprichos), Francie
- 1999 – YZEURE, (Caprichos), Francie
- 1999 – Festival KAUKLIAR, (Genesis), Bratislava, Slovensko
- 1999 – Pražské Quadriennále 1999, (Genesis), Praha
- 1999 – Programme de la saison d'été 99, Théâtre du Fort Antoine, (Caprichos), Monaco
- 2000 – Kratochvílení 2000, Zahrada příběhů, zahrada snů, Kratochvíle
- 2001 – Mezinárodní festival Neslyšících, Švédsko
- 2001 – Festival FRINGE, Macau – Čína, (Věc není věc, dílny pro SP děti)
- 2003 – Spectaculo interesse, Ostrava, inscenace Dům hluchého
- 2006 – Skupova Plzeň, inscenace Pojď do mého světa
- 2006 – Mezinárodní den divadla ASSITEJ – Praha, Kouzelník Tom Kiks
- 2007 – Mezinárodní den divadla ASSITEJ, Praha, inscenace Pojď do mého světa
- 2007 – Theater Sucht III, Bajky a sny, Kouzelník Tom Kiks, Vídeň, Rakousko
- 2007 – Festiwal szkol teatralnych, Lodž, Polsko, inscenace Bajky a sny
- 2007 – Zahájení výstavy Mistři českého skla, pocta Františku Kupkovi v rámci Brána Orlických hor bez bariér (za účasti emeritního ředitele Guggenheimova muzea v NY Thomase M. Messera), Opočno
- 2007 – Spectaculo interesse, Ostrava, inscenace Bajky a sny
- 2007 – Mezinárodní den Neslyšících, Riga, Lotyšsko, inscenace Bajky a sny
- 2007 – 3. Spinning Jenny – Theatertage 2007 – Chemnitz, Německo
- 2007 – Mitteleuropäisches Theater-Karussell, Theater Brett, Vídeň, Rakousko
- 2008 – Europäisches & Internationales Gehörlosen-Theater-Festival, Vídeň, Salzburg, Gratz, Rakousko
- 2008 – XiX Gliwickie Spotkania Teatralne, TaBalada, Gliwice, Polsko
- 2008 – Dny kultury Neslyšících v Holandsku, Tom Kiks, worshop, Zootermer, Holandsko
- 2009 – 10. Europäisches & Internationales Gehörlosen-Theater-Festival, Vídeň, Lienz, Salzburg, Klagenfurt, Rakousko
- 2009 – Festival Integrace – Slunce, Palác Akropolis, Praha
- 2010 – 11. Europäisches & Internationales Gehörlosen-Theater-Festival, Vídeň a Amstetten, Rakousko
- 2010 – 4. ročník festivalu Premières Rencontres – Biennale Européen, Val-d'Oise, Francie
- 2011 – 12. Europäisches & Internationales Gehörlosen-Theater-Festival, Vídeň, Salzburg
- 2011 – Festival Dítě v Dlouhé, Divadlo v Dlouhé, Praha
- 2011 – Festival evropských regionů, Divadlo Drak, Hradec Králové
- 2011 – Festival Hráme pre vás, BIBIANA, Bratislava, Slovensko
- 2013 – Festival Integrace Slunce, Akropolis, Praha
- 2014 – European and International VISUAL THEATRE, festival VISUAL 15, Vídeň, Rakousko
- 2015 – JAZZ ART FESTIVAL, Sengawa, Japonsko, Scénická prezentace loutek Yumi Hayashi, režie a herecký výkon
- 2015 – Pohádky trochu jinak, worshop a prezentace, Chemnitz, Německo